# Войди в пустоту
«Войди в пустоту» (англ. Enter the Void) — двенадцатый эпизод третьего сезона американского мультсериала «Легенда о Корре».

## Сюжет
Команда обсуждает план спасения магов воздуха, и Корра решает сдаться Захиру. Она связывается с ним по радио, и он говорит, что делать. Аватар рассказывает, что ей нужно быть на вершине пика Лахимы в полдень. Су решает, что Мако, Болин и Асами полетят к храму забирать магов воздуха, а она, Лин, Тензин и маги металла отправятся прикрывать Корру из засады. Захир повторяет слова гуру Лахимы, а затем общается со своей возлюбленной Пэ’Ли, и они целуются. Наутро группы разделяются: Корра идёт сдаваться Захиру, а Газан ведёт Мако, Болина и Асами к магам воздуха. Последние помогают раненому Тензину подняться, но замечают, что все остальные пленные — манекены. Сдавшаяся Корра атакует Захира и Пэ’Ли в кандалах, а остальные сражаются с Газаном и Минь-Хуа. На помощь к Аватару идут маги металла. Газан затапливает врагов лавой и с Минь-Хуа улетает на дирижабле к Захиру. Герои бегут из горящего здания.
В ходе битвы, Захир сбрасывает Тонрака с горы, из-за чего Корра сильно переживает. Лин отвлекает Пэ’Ли, и Су накидывает на неё металлический шлем. Испуская в этот момент взрыв, она погибает. Огорчённый потерей любимой Захир вырубает Корру и хватает её. Его окружают маги металла, и он произносит слова гуру Лахими. Захир прыгает с обрыва и левитирует. Он улетает с Аватаром. Это видит Тонрак, которого спасла солдатка Кувира. Болин, Мако, Асами и Тензин спасаются от лавы, и первому удаётся её покорить, что поражает всех. К ним подлетает Кай на бизоне и уводит друзей. Тонрак благодарит Кувиру за спасение, и к группе спускается оставшаяся часть на зубре. Кай говорит, что знает, где держат магов воздуха и Корру. Он рассказывает, что, когда выжил, видел пещеры, где были и другие члены Красного лотоса. К команде возвращается бизон Тензина, Уги, и они летят к пещерам. Захир сообщает Газану и Минь-Хуа о жертве Пэ’Ли и говорит, что сбросил из-за этого мирские оковы, а потому и может левитировать. Они идут к Корре, и Захир приказывает Красному лотосу нести яд для Аватара.

## Отзывы

Динамика оценок IGN к эпизодам 3 сезона мультсериала

Макс Николсон из IGN поставил эпизоду оценку 9 из 10 и написал, что «на самом деле, о „Войди в пустоту“ из „Легенды о Корре“ особо нечего сказать, кроме „Ого, как круто!“ — учитывая, что бо́льшая часть серии была сплошной битвой». Рецензент добавил, что «этот эпизод был настолько захватывающим, насколько это возможно». Оливер Сава из The A.V. Club дал серии оценку «A» и отметил, что «музыка отлично справляется со своей работой, создавая тревожное чувство предвкушения в первые моменты прибытия в Северный храм воздуха, когда Корра сдаётся, и кажется, что Тензин и маги воздуха вот-вот будут спасены».
Майкл Маммано из Den of Geek вручил эпизоду 5 звёзд из 5 и написал, что очень «взволнован перед финальной серией этого сезона». Главный редактор The Filtered Lens, Мэтт Доэрти, поставил серии оценку «A» и подчеркнул, что эпизод «начался с более лёгкого момента», когда «Болин предложил „план“ по использованию птичьих песен».